# 赤木駿介
赤木 駿介（あかぎ しゅんすけ、1929年 - ）は、日本の競馬評論家、作家。

## 人物
明治学院大学中退、東京経済大学中退。主婦の友社、平凡出版、日本リサーチセンター勤務を経て1967年、フジテレビ『競馬中継』の解説者となる。同番組には1975年まで出演した。ハイセイコーを熱心に取材し、1975年に『実録ハイセイコー物語-愛されつづけた郷愁の馬』を出版した。
1974年、卯月久晴名義で応募した『蟻と麝香』で小説サンデー毎日・時代小説部門新人賞を受賞。1990年に競馬評論をやめたのち小説家に転じ、おもに時代小説・歴史小説を手がける。日本の近代農畜産・競馬の発展に足跡を残したお雇い外国人エドウィン・ダンの生涯を追う評伝小説や、徳川吉宗が輸入したアラビア馬（ペルシャ馬）をめぐる人間模様を描いた時代小説など、馬にまつわる作品も多い。また、『天下を汝に』や『石川五右衛門』など、歴史上の著名な人物を新視点から描いた作品も多い。

## 作品一覧
- 実録ハイセイコー物語 愛されつづけた郷愁の馬（1975年、勁文社）
- 失われた犯科帳（1975年、毎日新聞社、1989年3月、大陸書房大陸文庫）
- 五冠馬（ジェミニ）の謎（1976年5月、グリーンアローブックス、1990年10月、『蒼い天馬』に改題の上集英社文庫）
- 回転木馬（1978年、青樹社）
- 榎本武揚 物語と史蹟をたずねて（1980年12月、成美堂出版）
- おもしろ競馬ブック もっともっと競馬が楽しくなる本（1983年4月、日本実業出版社エスカルゴ・ブックス）
- 春潮記（1984年6月、新人物往来社、1989年10月、大陸書房大陸文庫）
- 日本競馬を創った男 ─エドウィン・ダンの生涯（1984年8月、講談社、1998年10月、集英社文庫）
- 日本競馬論序説（1986年3月、山口瞳と共著、新潮社、1991年4月、新潮文庫）
- うらら未亡人の悲願（1988年4月、読売新聞社。1991年5月、集英社より『うらら未亡人の競馬必敗法』の題で文庫化）
- 一冊で日本歴史重要100場面を見る 一冊で100シリーズ7（1989年12月、友人社）
- 春砂（1990年10月、友人社）
- 吟遊 直九郎内探記（1991年7月、光文社光文社文庫）
- 天下を汝に ─戦国外交の雄・今川氏真（1991年9月、新潮社）
- 大利根任侠伝（1991年11月、光文社文庫）
- 南蛮馬 春砂（1993年1月、光文社文庫）
- 馬よ波涛を飛べ（上下2分冊）（1994年3月、富士見書房時代小説文庫）
- 独眼竜の涙（1994年8月、福武書店）
- これは謀反か（1995年7月、ベネッセコーポレーション）
- 秀家（1996年6月、富士見書房）
- 石川五右衛門（上下2分冊）（2005年7月、光文社）